# Les Gras
Gras – miejscowość i gmina we Francji, w regionie Burgundia-Franche-Comté, w departamencie Doubs.
Według danych na rok 1990 gminę zamieszkiwało 601 osób, a gęstość zaludnienia wynosiła 40 osób/km² (wśród 1786 gmin Franche-Comté Gras plasuje się na 266. miejscu pod względem liczby ludności, natomiast pod względem powierzchni na miejscu 208.).